# Man on the Edge
Singles de Iron Maiden
Hallowed Be Thy Name (live) Lord of the Flies
Man on the Edge est un single du groupe de heavy metal britannique Iron Maiden.

## Pistes
1. Man on the Edge – 4:18
2. The Edge of Darkness – 6:40
3. Justice of the Peace – 3:38
4. Judgement Day – 4:06

## Crédits
- Blaze Bayley – chant
- Dave Murray – guitare
- Janick Gers – guitare
- Steve Harris – basse
- Nicko McBrain – batterie

## Anecdotes
Les paroles du titre Man on the Edge sont tirées du film Chute libre (Falling Down), de Joel Schumacher avec Michael Douglas.

## Classements hebdomadaires
| Classement (1995)                       | Meilleure position |
| --------------------------------------- | ------------------ |
| Belgique (Wallonie Ultratop 50 Singles) | 18                 |
| Finlande (Suomen virallinen lista)      | 1                  |
| France (SNEP)                           | 33                 |
| Norvège (VG-lista)                      | 18                 |
| Royaume-Uni (UK Singles Chart)          | 10                 |
| Royaume-Uni (UK Rock Chart)             | 1                  |
| Suède (Sverigetopplistan)               | 23                 |